# 峯雲級護衛艦
峯雲級護衛艦（英語：Minegumo-class destroyer）是日本海上自衛隊運作的一類護衛艦。 
以之前的山云型（37DDK）为基础，主要武器改为QH-50 DASH（无人反潜直升机）作为反潜驱逐舰（DDK） ，并在第二次和第三次国防军发展计划中推出。20世纪60年代至1960年代计划期间总共建造了三艘船。但由于DASH性能较差， 1960年计划后建造的舰艇又重新按照37DDK设计建造。另外，该型号的DASH操作设备后来也更换为ASROCK。与山云级长期配套支持八舰六机时代的护航舰队后，于20世纪90年代末期陆续改为训练舰，并于1999年至2000年间被除名。

## 設計
基本設計遵循山雲型（37DDK）。基本計劃編號為E105。 。

### 船體
此型的船體和引擎與37DDK大致相同，但為了利用船體後部作為DASH的操作空間，統一了煙囪以適應甲板佈局。另外，在37DDK中，橋結構和煙囪一體形成前上部結構，但在該模型中，它們分開了1米，以減少柴油主機振動的影響，這一點在2017款中也沿用了。後來的型號（44DDK）。第三艘艦村雲號（42DDK）在艦橋上部增設了防空指揮所，與正面的印象略有不同。 後上層建築的前端有第二個定向板，緊接著有第二個砲塔，後端用作DASH的機庫。 後甲板用作 DASH 的著陸和出發甲板。 
此外，在 37DDK 的海試期間，在 20 節左右的標準航速下，出現了大量水花撞擊艦橋的問題。 結果發現，這是由於艦橋稍後的外蒙皮缺乏外擴所致，因此該型號和同年的高槻級後期（40DDA）在船首外側安裝了轉向節。主錨的佈置也遵循此。後來，當DASH作業設備拆除並安裝Asrock時，兩側各附有兩條長鋼板帶，跨度約佔總長度的70%，以確保船體強度。

### 機構
与山云型一样，主机采用由六台高输出二冲程V型中速柴油机组成的多柴油系统。发动机配置包括三井系统和三菱系统，与山云型类似。前者是V型12缸发动机，每侧3台12UEV30/40，产生4,650马力，后者是V型12缸发动机，输出功率4,250马力，两侧各配置两台1228V3BU-38V和一台1628V3BU-38V，功率5,600马力，16V型。峯雲和村云采用三井方式，而夏云采用三菱方式。与山云型一样，机舱也有前、中、尾三个机舱，前机舱两台发动机，中间机舱左舷发动机控制左轴，中间机舱右舷发动机控制发动机舱也控制左轴，采用了右轴由后舱和后发动机舱内的两台发动机驱动的换档布置。
电源配置与37DDK相同，均采用柴油发电机，均配备两台输出400千瓦的主发电机和一台输出200千瓦的应急发电机。

## 设备

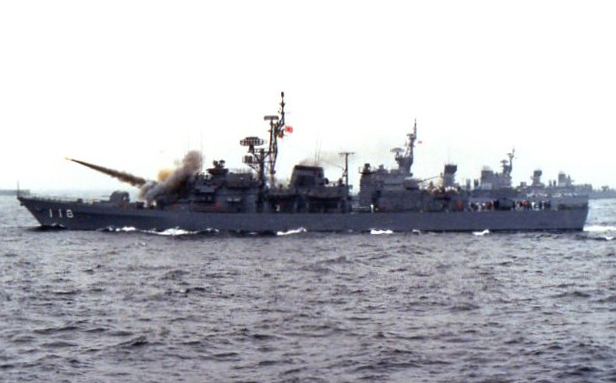
护航舰村云(1988)

此型传感器沿用了37DDK的无线电波探测系统（ESM） ，但雷达改进了性能OPS-11 B，聲納具有与同型AN/SQS-23相当的性能，更新为国产生产了OQS-3 。 Murakumo还配备了SQS-35(J)可变深度声纳，这是自服役以来第一艘配备该声纳的海上自卫队DD。 
在武器系统方面，如上所述，最大的变化是安装了两架QH-50 DASH（无人反潜直升机）作战设备，而不是阿斯洛克反潜导弹系统。 DASH是一种很有前途的新装备，预计能提供远远超过阿斯洛克的远程反潜火力。但由于事故频发，美国海军于1969年停止使用，海上自卫队也因备件供应中断于1979年停止使用。为此，DASH作战装备改为SH-2F LAMPS Mk.曾计划将其改装为I型直升机，但这一计划并未实现，最终于1979年和1982年被拆除，并以阿斯洛克取代，使其在武器装备方面与山云型相同。另外，第三艘“村云”号（42DDK）在其他两艘之前于1978年进行了翻新，因此其导弹装载机构与37DDK相同，为机械辅助和人力驱动。另外两艘则翻新了三艘多年后的1981年，配备了与初雪级驱逐舰相同类型的直装装置。 
作为指挥这些反潜武器的水下攻击指挥系统（SFCS），第一艘舰“峰云”号（40DDK）上配备了SFCS-3，第二艘和第二艘上配备了陀螺罗盘Mk.19作为导航仪器。与此相适应，安装了SFCS-3A，它取消了SFCS-3的横摇/俯仰检测功能。后来，随着 DASH 的移除和 Asrock 的安装，它被替换为SFCS-4B/4B-1 . 
主砲配備兩門50口徑76公釐雙聯速射砲（68式），與37DDK相同。 至於火砲火控系統（GFCS），在首艦“峯雲”（40DDK）上，前面的第一方向板是Mk.56，後面的第二方向板是Mk.63，還有37DDK。配置隨之而來，從二號艦“夏雲”號（41DDK）開始，第一艘方向板更新為國產FCS-1B。 與阿斯洛克一樣，DASH在反潛攻擊時也需要使用第一方向板進行跟踪，因此防空火力僅限於手動Mk.63，並且與山雲型一樣，它具有應對空中威脅的能力。問題是下降 這個問題對於這種類型來說尤其嚴重，因為 DASH 需要比 Asrock 更長的攻擊時間。 此外，三號艦「村雲號」（42DDK）於1975年將第二方向板改為FCS-2實驗機，並於1978年改裝為Asrock的同時，將後座50口徑3吋雙發速射砲更換為62口徑，改裝為76公厘速射砲，從事下一代火砲武器系統的測試。 這種火砲武器系統被廣泛應用於4號後的防衛艦艇（例如初雪級），但這些裝備在測試完成後仍然保留下來，後來開發了FCS-2實驗機，將其重新轉換為實用模型2013年2月21日。

## 同型艦
| 舷號           | 艦名          | 造船廠              | 動工                         | 下水                         | 服役                        | 轉為训练舰 (船型变更)       | 除役                        |
| -------------- | ------------- | ------------------- | ---------------------------- | ---------------------------- | --------------------------- | --------------------------- | --------------------------- |
| DD-116 TV-3509 | 峯雲 みねぐも | 三井造船 玉野造船所 | 1967年 （昭和42年） 3月14日  | 1967年 （昭和42年） 12月16日 | 1968年 （昭和43年） 8月31日 | 1995年 （平成7年） 8月1日   | 1999年 （平成11年） 3月18日 |
| DD-117 TV-3510 | 夏雲 なつぐも | 浦贺重工业          | 1967年 （昭和42年） 6月26日  | 1968年 （昭和43年） 7月25日  | 1969年 （昭和44年） 4月25日 | 1995年 （平成7年） 8月1日   | 1999年 （平成11年） 3月18日 |
| DD-118 TV-3511 | 村雲 むらくも | 舞鹤重工            | 1968年 （昭和43年） 10月19日 | 1969年 （昭和44年） 11月15日 | 1970年 （昭和45年） 8月21日 | 1998年 （平成10年） 3月16日 | 2000年 （平成12年） 6月18日 |